# 月布鉱山
月布鉱山（つきぬのこうざん）とは、山形県西村山郡大江町にある鉱山。ベントナイト鉱石を採掘している。

## 特徴
クニマイン株式会社が保有する最大のベントナイト鉱山で、年間約8万トンが採掘されている。
中期中新世杉山層中に賦存する層状鉱床である。硬質頁岩と互層をなすベントナイト層が計31枚確認されている。
採掘されるベントナイトは、交換性陽イオンがナトリウムイオンのナトリウム型ベントナイトである。
ベントナイト鉱山の多くが露天掘りであるが、月布鉱山では坑内掘りで採掘を行っている。

## 歴史
1943年 - 国峰硫化工業月布鉱山として創業
1949年 - ベントナイト鉱石採掘開始